# Oldřich Beránek
Oldřich Beránek (17. února 1912 Prostějov – 13. června 1998 Šternberk) byl moravský katolický kněz, laický regionální historik a publicista.

## Život
Narodil se v Prostějově roku 1912. Studoval teologii v Olomouci a 5. června 1936 byl vysvěcen na kněze. Primici sloužil v kostele Povýšení sv. Kříže v Prostějově. Během 2. světové války působil jako katecheta a v 50. letech byl nespravedlivě odsouzen k pětiletému vězení. Zajímal se historií církevních památek na Hané. Zanechal po sobě několik rukopisů. Některé z nich vyšly tiskem (např. v Hanáckých novinách). Zemřel 13. června 1998 ve Šternberku na Moravě.

### Dílo
- Katolické kostely a kaple v Prostějově (1989)